# Rio Negro (rio da Região Sul do Brasil)
O rio Negro é um curso de água dos estados de Santa Catarina e Paraná, no Brasil. Faz  parte da divisa entre esses estados, por toda sua extensão.
Nasce na serra do Mar a menos de 20 quilômetros do oceano Atlântico, mas corre de leste para oeste numa extensão de mais ou menos 300 quilômetros, recebendo como afluentes principais pela margem esquerda o rio Bateias, rio Preto, os rios Negrinho, São Bento, da Lança entre outros. Pela sua margem direita recebe o rio da Várzea , o rio Piên, o rio Passa Três. Próximo à cidade de Canoinhas, aflui o rio Canoinhas. Acaba por se unir ao rio Iguaçu. 
Importante fonte de água para os municípios por onde passa, no passado foi navegável em boa parte de seu leito e era usado no transporte de erva-mate. É fonte de areia para construção civil, sendo minerada nas vargens marginais assim como na própria calha do rio (nesta já não é tão frequente como foi no passado). Também é explorada a argila de suas margens para uso na industria cerâmica. Já foi personagem de grandes enchentes, destacando-se as dos anos de 1983 e 1992, quando chegou a atingir a marca de mais de 18 metros. O rio Negro, neste trecho, tem qualidade da água avaliada pelo Instituto Ambiental do Paraná (IAP) como classe 02, ou seja, pode ser utilizada para o consumo desde que adequadamente tratada, tarefa essa de responsabilidade da Companhia de Saneamento do Paraná (Sanepar).
Considerando que o sentido do rio Negro sendo leste a oeste, percebe-se que nas nascentes a leste existe pouca força da água, deixando assim as rochas mais intactas (ígneas), porém, a medida que o rio vai tomando forma, a força da água faz com que as rochas já metamórficas comecem a se desmanchar (sedimentos), esses sedimentos de alto grau vão seguindo o curso do rio, por isso, sentido centro a oeste existem muitos tipos de rochas, carregadas dependendo do seu tamanho e peso. Já a leste onde o rio Negro alcança o rio Iguaçu há uma quantidade muito grande de sedimentos, bacias sedimentares são formadas.
Entre os municípios de Rio Negro e Mafra, existem a ponte metálica Dr. Dinis Assis Henning, a ponte Coronel Rodrigo Ajace e a ponte interestadual Engenheiro Moacyr Gomes e Souza na BR-116, conhecida como "ponte dos peixinhos". 
O rio Negro possui grande variedade de peixes - lambaris, bagres, mandis, acarás, cascudos, curimbas, saicangas,  traíras e carpas, sendo que estas chegam a pesar mais de 20 quilos.